# Bedeng Rejo
Bedeng Rejo is een bestuurslaag in het regentschap Merangin van de provincie Jambi, Indonesië. Bedeng Rejo telt 1081 inwoners (volkstelling 2010).